# 노르웨이의 행정 구역
다음은 노르웨이의 행정 구역에 관한 서술이다.

## 같이 보기
- ISO 3166-2:NO